# Українознавець (журнал)
«Українознавець» —  журнал, видання з українознавства як науки і навчальної дисципліни. Заснований 30 жовтня 2005 року. (Львів-2005, вип. І., Львів-2006, вип. ІІ., Львів-2007, вип. ІІІ., Львів-2007, вип.IV. Львів-2007, вип.V.) 5 квітня 2006 — головний редактор наукового журналу «Українознавець»  Число І, — Львів, 2005, — Число ІІ, — Львів, 2006) —   У журналі «Українознавець» друкуються  матеріали.
- «Українознавець». Наукове видання.